# Galina Ustvólskaia
  Galina Ustvólskaia  (rus: Галина Ивановна Уствольская)  (Sant Petersburg, 17 de juny de 1919 - Sant Petersburg, 22 de desembre de 2006), nom complet amb patronímic Galina Ivànovna Ustvólskaia, fou una compositora russa.
Alumna de Dmitri Xostakóvitx, va ser professora de composició durant 30 anys al Conservatori de Sant Petersburg que li va permetre mantenir contacte amb les noves generacions de músics.
Durant la seva vida la seva música va estar amagada per estar lluny de qualsevol ideal soviètic, però és a partir dels anys 80 quan la seva música va començar a atraure un públic cada vegada més internacional.
Va morir a sa casa de Sant Petersburg al desembre de l'any 2006 a causa d'un infart miocardíac.

## Biografia
Galina Ustvólskaia va nàixer a Petrograd (actual Sant Petersburg) l'any 1919 i amb quinze anys, de 1934 a 1937 va estudiar violoncel en la Capella de Leningrad. És en 1937 quan accedeix al conservatori de Leningrad per a estudiar composició amb Dmitri Xostakóvitx i també amb Gueorgui Rimski-Korsakov. En agost de 1941, un mes abans del Setge de Leningrad, va ser evacuada junt amb la majoria dels companys del conservatori a Taixkent fins a l'any 1944 que torna a Leningrad i continua els seus estudis de composició.
L'any 1947 es va graduar al conservatori, cosa que va coincidir amb l'inici de purgues a l'àrea musical d'Andrei Jdànov. No era precisament l'ambient de consolidació per a una jove compositora, i a més dona. La seva reclusió i la reticència a promoure les seves obres van ser reforçats a més per un augment de la música reaccionaria. Ella prompte va trobar un amic i ferm partidari de Xostakóvitx, qui la va defensar contra l'oposició dels seus companys. El paper que va exercir al seu desenvolupament musical va portar a un observador a comparar la seva relació amb la de Schönberg i Webern.
Ustvólskaia va ser admesa a la Unió de compositors soviètics i des de 1947 fins a 1950 va perfeccionar la seva tècnica compositiva. En 1948, Ustvólskaia va començar a donar classe de composició en l'ara Conservatori de Sant Petersburg Rimski-Kórsakov de forma contínua durant els següents 30 anys. Segons ella va donar classe", sols per poder subsistir".
Les primeres obres d'Ustvólskaia van tenir un èxit considerable i van ser interpretades pels millors músics de les orquestres amb millor prestigi de la ciutat (per exemple, The Dream of Sepan Razin, un obra per a baríton i orquestra simfònica es van considerar aptes per a obrir quatre temporades seguides de la Filharmònica de Leningrad).
En la dècada de 1950 el seu nom ja va començar a desaparèixer de les sales per a ser reemplaçat pels noms de compositors socialment acceptats i amb l'aprovació oficial. Les estrenes de la seva música es van fer cada vegada més amplis i moltes de les seves obres van ser publicades dècades després de ser escrites.
Ustvólskaia es va aïllar, ja que ella no volia participar en la vida social i política russa del moment, i la seva música estava lluny de qualsevol ideal soviètic. I encara que rarament es tocava alguna obra d'ella, els crítics musicals de Leningrad van elogiar de vegades el seu talent i el segell discogràfic propietat de l'estat Melodiya va alliberar alguna de les obres, encara que ella no estava satisfeta amb el nivell de rendiment que tenia en aquell moment.
Ustvólskaia va viure en la pobresa constant. L'any 1950 va intentar millorar la situació financera i va escriure un gran nombre d'obres, així com la música de diferents documentals, obres que més tard ella va voler excloure del seu catàleg. En 1961, a pesar de la catastròfica falta de diners, la vida dUstvólskaia es va dedicar exclusivament a "la veritable, espiritual, no religiosa creativitat".
Viktor Suslin, amb qui Ustvólskaia mantenia una relació d'amistat, la va descriure com una veu del forat negre de Leningrad, l'epicentre del terror comunista, i a pesar que a ella no li interessava la política o la societat li agradava la metàfora científica del forat negre, així que va començar a fer referència a la seva música com La música del forat negre.
L'única cosa important per ella, era la seva pròpia música, i era més que un interès, el procés constant i intensiu de compondre ocupava tots els seus pensaments.
A finals dels anys 1980 li van fer un reconeixement a Leningrad on van assistir Jürgen Köchel, el director d'una de les empreses més importants d'edició música Sikorski i també va assistir Elmer Schönberger, un musicòleg holandès que va quedar tan impressionat per la música d'Ustvólskaia que va fer tot el possible per garantir que aquell concert fos interpretat a Europa. Poc després es van organitzar una sèrie de festivals internacionals de música d'Ustvólskaia (1995, 1996, 2005, 2011 - Amsterdam, 1998 - Viena 1999 - Berna, 2001 - Varsòvia, 2004 - Båstad), i l'editor Köchel va adquirir tots els drets per a publicar les obres que ella havia escrit.
Ella va rebutjar propostes posteriors de marxar de Rússia, tota la seva vida va viure en Sant Petersburg, ciutat de la qual va marxar poques voltes amb la finalitat d'assistir a algun concert de la seva música. Galina Ustvólskaia va tindre una vida solitària, pensant en noves obres fins als seus últims dies. "La meva música, és la meva vida" va dir.

## Estil compositiu[3]
Tot i que escull títols com Sonata i la Simfonia en les seves obres, evita el cànon de les formes en general associades a aquests termes. Els seus preceptes no es restringeixen als petits conjunts per als que escriu; ella mateixa ha dit: "La meva música mai no és la música de cambra, ni tan sols en el cas d'una sonata per a solo". El 1950 l'estil d'Ustvólskaia s'havia sotmès a una condensació marcada i la reducció de nivell. La repetició es converteix en una característica principal de desenvolupament, a la qual incorpora una obsessió rítmica que es distingeix de les associacions folklòriques. De vegades, es tracta d'una repetició de flexibilitat expressiva, la qual cosa permet una espontaneïtat de la línia que està disciplinat i propulsat cap endavant pels ritmes incessants obstinats. En altres ocasions, l'ús de la repetició pot ser excessivament mecànica, deixant la música una mica expressivament inerta.
També hi ha una tendència per al material motívic que és curt, molt perfilat, i d'un caràcter francament anodí tons temàtics que semblen ser elegits no per la seva forma estètica, però principalment als efectes de proporcionar un subministrament de material d'intervàl·lica i especialment rítmica, els mètodes aparentment semblen estar destinats a dirigir l'atenció de l'oient lluny de la superfície i anar cap als processos musicals subjacents. A les mans d'Ustvólskaia, aquests dispositius també semblen invocar una certa energia elemental, gairebé com per suggerir els impulsos primordials de la psique humana.
La mateixa visió tècnica troba el seu camí en el cànon de les sonates per a piano d'Ustvólskaia, de nou amb diversos graus d'efectivitat. La Tercera Sonata (1952), per exemple, s'estructura al voltant del persistent, gairebé totèmic, la recurrència d'una idea temàtica principal que obté els estats que participen de diverses maneres de meditació. Per contra, Sonata No. 4 (1957), amb una constel·lació d'idees difícil d'assolir, revela els seus secrets a través d'un nivell més subtil de l'organització motívica. La Sexta Sonata (1988), el seu més recent, està escrit completament en clústers.
En treballs posteriors d'aquest període, la música de nou s'involucra en si per l'ús obsessiu de material a la lluita per transformar l'angoixa de l'experiència immediata en un gest musical. La dècada culmina amb la molt eficaç Gran Duo per a violoncel i piano (1959). Considerant que les idees en l'Octet semblen derivar d'una pila monolítica motívica comuna, el Gran Duo és una dialèctica de contrastos motívics vius. En aquest treball, idees rítmiques sorgeixen amb tal força convincent que la imaginació és que se sent un entorn totalment orquestral. La música trepitja els mateixos camins turmentats com l'Octet, però, la seva aposta entre l'ansietat i la redempció de propulsió lírica es persegueix a través d'una major varietat de seccions absorbents i de reacció creuada. Igual que l'octet, que acaba en el regne del qual, concloent, ara sona impenetrable, desapareixent en la distància en lloc d'una sacsejada terminal. Al mateix temps, la seva articulació d'una gamma més àmplia de l'experiència s'obté un resultat global més satisfactori.
Una lectura del catàleg d'obres d'Ustvólskaia revela un escàs nombre d'obres i, per tant, de creativitat: només 21 en les seves composicions fins a la data, la majoria d'elles de menys de 20 minuts de durada.
La música d'Ustvólskaia és única i no s'assembla a cap altra música. És molt expressiva, plena de vida, austera i plena de tragèdia. El pensament musical d'Ustvólskaia es distingeix per la seva capacitat intel·lectual, mentre que l'espiritualitat ocupa el centre del seu treball. La instrumentació que sol utilitzar per a les seves composicions simfòniques i instrumentals és sempre enginyosa (ella mai va estudiar orquestració) i no componia mai al piano. Va dir en una ocasió en una entrevista "Tota obra comporta un llarg període de pensar per a nàixer, i definitivament no en el piano!"
Sovint escriu combinacions estranyes d'instruments. Així, també, en aquesta simfonia per a cinc trompetes, cinc contrabaixos, cinc oboès, tres tubes, un trombó, tres tambors, un piano i recitador. Ella utilitza instruments regulars perquè el seu material ho exigeix, se les fa servir en combinacions inusuals, que són necessàries per transmetre l'immens poder de la seva música. Així, la tercera simfonia gairebé pot ser considerat com una forma d'exorcisme, en què els diferents grups d'instruments funcionen com cors, que en conjunt assolir un esforç colossal.
A finals de 1966, Boris Schwarz va observar una actitud reticent en els cercles musicals soviètics cap a un treball més avançat d'Ustvólskaia escrit més d'una dècada abans. I per 1970, Melodiya havia registrat només dues de les seves obres, Suite Infantil i el poema simfònic, Llum en l'estepa, cadascuna escrita en un estil conservador i no representatiu de cadascun dels seus dons. Totes dues obres han estat eliminades del catàleg pel compositor i no estan enumerades en el seu Opus (Sikorski, 1990).
El 1970 la seva música va començar a adoptar subtítols religiosos, el que indica un canvi de perspectiva creativa. La Simfonia núm. 5, Amén, és un ajust de l'Oració del Senyor escrita per a narrador, violí, oboè, trompeta, tuba i percussió. Tot i les seves afinitats amb un so minimalista, el compositor nega qualsevol mena d'associació estilística. És evident que les incessants polèmiques musicals de la dècada de 1950 han donat pas a una manera més ascèticament pia d'expressió.

Al 1988, compón la seva Sonata no. 6 per a piano. El llenguatge d'aquesta peça es basa en clústers per a transmetre la idea de terror, ja que dos anys abans havia tingut lloc l'exposió a la central nuclear de Txornòbil. La pianista Maria Cizmic va rebre instruccions per part d'Utsvólskaia per a tocar la sonata i desprès va escriure com s'havia sentit a l'hora d'interpretar-la:
Els dits escouen al golpejar els durs cants de les tecles. El lateral de la mà s'envermelleix. La quantitat de repeticions necessàries per a aprendre aquesta obra provoca experiències doloroses que s'acumulen i persistèixen durant les hores d'estudi.

## Relació amb Xostakóvitx
En la música soviètica, molts camins es creuen amb Xostakóvitx. Ustvólskaia, tot i que volia sobretot estudiar amb Xostakóvitx, pensava que era un compositor incapaç d'ensenyar-li res. Anys després, això no obstant, ella va arribar a conèixer a Xostakóvitx i la seva música millor i va canviar d'opinió. Xostakóvitx en alguna ocasió li va enviar alguns dels seus manuscrits sense acabar a Ustvólskaia, donant un gran valor als seus comentaris, de fet, algunes obres contenen cites d'Ustvólskaia; per exemple, el segon tema del final del trio del cinquè quartet de corda i en el Michelangelo suite (n.° 9).
La relació entre Ustvólskaia i Xostakóvitx era plena. Xostakóvitx li va proposar matrimoni almenys una vegada. Ustvolskaya podria haver correspost als sentiments quan era jove, però en els darrers anys hi va haver cert allunyament. Ustvólskaia va arribar a dir: "Semblaria que una figura tan destacada com Xostakóvitx no era extraordinària per a mi - per contra, va ser dolorós, i va matar els meus millors sentiments." Els dos compositors també tenien una complexa relació musical. Durant molt temps s'ha observat que Xostakóvitx estava profundament impressionat pel treball de la seva alumna. Una cita de Trio d'Ustvólskaia apareix en el Cinquè quartet de Xostakóvitx i més tard en la Michelangelo Suite. El so gastat que coneixem com a "finals de Xostakóvitx" pot ser un deute considerable amb l'estil singular que Ustvólskaia va desenvolupar en obres com el Trio, a partir de 1949.
Dmitri Xostakóvitx que entre altres coses, va dir:
| « | Estic convençut de que la música de G. I. Ustvólskaia aconseguirà renom mundial per ser valorada per tots aquells que perceben la veritat en la música de summa importància. | » |
| — Dmitri Xostakóvitx, Alex Ross: "A Grand Russian Original Steps Out Of The Mist", New York Times, 28 maig de 1995 | |   |

## Obres
| Any     | Obra | Tipus d'obra             | Duració |
| ------- | --- | ------------------------ | ------- |
| 1945    | String Quartet. | Música de cambra         | -       |
| 1946    | Concerto per a piano, orquestra de cordes i timbals. | Música orquestral        | 20:00   |
| 1946    | Sonata per a violoncell | Música solista           |         |
| 1947    | Sonata per a piano núm. 1. | Música solista           | 10:00   |
| 1947    | Sonata per a violí i piano (1947). | Música instrumental      | -       |
| 1947    | Sonatina, violí i piano. | Música instrumental      | -       |
| 1948    | Suite núm. 1, orquestra. | Música orquestral        | -       |
| 1948    | The Dream of Stepan Razin, per a baríton i orquestra | Música vocal (orquestra) | 20:00   |
| 1949    | Sonata per a piano núm. 2. | Música solista           | 12:00   |
| 1949    | Trío per a violí, clarinet i piano. | Música instrumental      | 15:00   |
| 1949/50 | Octet, per a dos oboès, quatre violins, timbals i piano | Música instrumental      | 18:00   |
| 1950    | Hail Youth! (Textos de Lebedev-Kumach) | Música coral (orquestra) | -       |
| 1950    | Young Pioneers, suite per orquestra. | Música orquestral        | -       |
| 1950    | Suite No.2, per orquestra. | Música orquestral        | -       |
| 1951    | Suite No.3, per orquesrta. | Música orquestral        |         |
| 1951    | Música para la pel·lícula Boldinsky Autumn, para orquestra. | Música de pel·lícula     | -       |
| 1951    | Symphonietta, per orquestra. | Música orquestral        | -       |
| 1952    | Música per a la pel·lícula Mordvin Autonomous Soviet Socialist Republic.                                                                                           | Música de pel·lícula     | -       |
| 1952    | Children, Suite per a orquestra. | Música orquestral        | -       |
| 1952    | Man From A High Hill (Textos de Gleisarov), canció coral per a solistes, cor i orquestra.                                                                          | Música coral (orquestra) | -       |
| 1952    | Dawn over the Homeland (Textos de Gleisarov) | Música coral (orquestra) | -       |
| 1952    | Sonata per a violí i piano (1952). | Música instrumental      | 20:00   |
| 1952    | Sonata per a piano núm. 3. | Música solista           | 20:00   |
| 1953    | 12 Preludis, per a piano. | Música solista           | 18:00   |
| 1953    | Sonatina, piano. | Música solista           | -       |
| 1954    | Música para la pel·lícula Gogol. | Música de pel·lícula     | -       |
| 1955    | Simfonía núm. 1, per a orquestra simfònica i dues veus de nens en tres moviments.                                                                                  | Música orquestral        | 30:00   |
| 1955-59 | Suite per a orquesta. | Música orquestral        | 21:00   |
| 1957    | Sonata per a piano núm. 4. | Música solista           | 11:00   |
| 1958    | Poema simfònic núm. 1, Lights of the Steppes | Música orquestral        | 25:00   |
| 1958    | Sport, Suite per a orquestra. | Música orquestral        | -       |
| 1959    | Poema simfònic núm. 2, The Exploit of the Hero. | Música orquestral        | 12:00   |
| 1959    | Gran Duet, per a violoncel i piano. | Música instrumental      | 26:00   |
| 1961    | Song of Praise | Música coral             | -       |
| 1964    | Dueto, per a violí i piano. | Música instrumental      | 25:00   |
| 1970/71 | Composition No. 1, Dona Nobis Pacem, per a flautí, tuba i piano.                                                                                                   | Música instrumental      | 16:00   |
| 1972/73 | Composition No. 2, Dies Irae, per a 8 contrabaixos, cub de percussió i piano".                                                                                     | Música instrumental      | 20:00   |
| 1974/75 | Composition No. 3, Benedictus, Qui venit, per 4 flautes, 4 fagots i piano.                                                                                         | Música instrumental      | 07:00   |
| 1974/75 | I am almost sure, when your nurse will change your diapers (dedicada a Artur Rodzinsky en el naixement del seu fill Richard) (Bärenreiter XXVIII), cànon a 4 veus. | Música instrumental      | 12:00   |
| 1979    | Simfonia núm. 2, True and Eternal Bliss, per a orquestra i veu sola.                                                                                               | Música orquestral        | 20:00   |
| 1983    | Simfonia núm. 3. Jesus Messias, Save us!. | Música orquestral        | 16:00   |
| 1985-87 | Simfonia núm. 4, Prayer, per a mezzosoprano, trompeta, tam-tam i piano.                                                                                            | Música orquestral        | 08:00   |
| 1986    | Sonata per a piano núm. 5. | Música solista           | 17:00   |
| 1988    | Sonata per a piano núm. 6. | Música solista           | 08:00   |
| 1989/90 | Simfonia núm. 5, Amen, per a oboè, trompeta, tuba, violí i percussió.                                                                                              | Música orquestral        | 10:00   |

## Recursos en línia
http://ustvolskaya.org/eng - Página oficial de Galina Ustvólskaia
http://www.therestisnoise.com/2005/02/ustvolskaya.html - Blog del crític musical nord-americà Alex Ross.